# Bandarulanka
Bandarulanka es una ciudad censal situada en el distrito de Godavari Este en el estado de Andhra Pradesh (India). Su población es de 11470 habitantes (2011). Se encuentra en el delta del río Godavari, a 56 km de Kakinada y a 138 km de Vijayawada. 

## Demografía
Según el censo de 2011 la población de Bandarulanka era de 11470 habitantes, de los cuales 5740 eran hombres y 5730 eran mujeres. Bandarulanka tiene una tasa media de alfabetización del 83,40%, superior a la media estatal del 67,02%: la alfabetización masculina es del 88,86%, y la alfabetización femenina del 77,99%.